# Кузнецов, Анатолий Иванович (актёр)
Анатолий Иванович Кузнецов (14 [27] апреля 1905, Санкт-Петербург, Российская империя — 10 [15] октября 1954, Ленинград, РСФСР, СССР) — советский актёр театра и кино. Заслуженный артист РСФСР (1951).

## Биография
Родился 14 [27] апреля 1905 года в многодетной семье матери и отца в городе Ленинград. Отец являлся самоучкой без образования, достигший квалификации мастера-механика. Заявил патент на своё изобретение, которое изобреталось, а позже выпускалось на Ленинградском трубочном заводе № 4 имени Калинина и на заводе «Автопромторг». Мать была домашней хозяйкой. А. И. Кузнецов был шестым ребёнком в семье, при этом самым старшим из них.
В 1913 году поступил в начальное городское училище, в 1923 году окончил единую трудовую школу № 101. В этом же году поступил спортинструктором в школу фабрично-заводского ученичества при Ленинградском трубочном заводе «Красная звезда». Спустя год перешёл в качестве станочника на трубочный завод № 4 имени Калинина, с которым был связан его отец. По мимо основной работы, Кузнецов стал посещать вечернюю театральную мастерскую Ленинградского Пролеткульта. Ближе к концу учёбы в театральной мастерской, Кузнецов решил оставить работу и посвятить себя театральной деятельности.
Возглавлял во времена Великой Отечественной войны фронтовую бригаду артистов. Также Кузнецов по поручению дирекции одного из театров возглавлял художественное руководство специальной бригады артистов по обслуживанию самых отдалённых уголков дальневосточного края. Ездил вместе с труппой (труппами) фронтовых бригад выступать перед бойцами. Вступал в ряды КПСС, занимался общественной деятельностью, избирался секретарём партийной организации одного из театров, затем состоял в партбюро. Также Кузнецов был председателем месткома и членом художественного совета. Дважды избирался депутатом Куйбышевского районного совета Ленинграда, но мужчине такая рутина не мешала и Кузнецов продолжал свою творческую деятельность. Служил различным театрам, снимался в кино.
Ушёл из жизни 10 [15] октября 1954 года, похоронен на Большеохтинском кладбище Ленинграда.

### Личная жизнь
- Жена — Вера Андреевна Сдобникова (Кузнецова), заслуженная артистка РСФСР. У супругов родилось двое сыновей — Всеволод и Юрий. Всеволод Кузнецов (1928—2003) был актёром, в течение 47 лет служил в Ленинградском Большом драматическом театре и много снимался в кино[1].

## Фильмография
- 1934 — Золотые огни — Бобрик
- 1935 — Инженер Гоф — инженер Гоф (главная роль)
- 1935 — Путь корабля — эпроновец
- 1936 — Федька — Трофим Иванович
- 1937 — Возвращение Максима — Тураев
- 1937 — Волочаевские дни — руководитель подпольщиков
- 1938 — Выборгская сторона — Андрей Ефимович Тураев
- 1938 — Комсомольск — морской представитель
- 1939 — Великий гражданин (2 серия) — Вершинин
- 1939 — Огненные воды — Миклуха
- 1940 — Галя — Константинов
- 1940 — Голос Тараса — Гуммель
- 1946 — Остров Безымянный — начальник штаба
- 1946 — Сыновья — крестьянин
- 1947 — Пирогов — матрос
- 1950 — Мусоргский — эпизод
- 1952 — Навстречу жизни — отец Маруси Родниковой
- 1953 — Весна в Москве — Иван Иванович Крылов
- 1953 — Римский-Корсаков — Лядов
- 1954 — Мы с вами где-то встречались — попутчик, директор 8-го обувного магазина

## Звания и награды
- Заслуженный артист РСФСР (26 сентября 1951)[2].
- Орден «Знак Почёта» (1939)[1].